# NGC 5880
NGC 5880 (другие обозначения — MCG -2-39-12, NPM1G -14.0561, PGC 54427) — линзообразная галактика (S0) в созвездии Весы.
Этот объект входит в число перечисленных в оригинальной редакции «Нового общего каталога».